# Austin County
Das Austin County ist ein County im Bundesstaat Texas der Vereinigten Staaten. Das U.S. Census Bureau hat bei der Volkszählung 2020 eine Einwohnerzahl von 30.167 ermittelt. Der Sitz der County-Verwaltung (County Seat) befindet sich in Bellville, benannt nach Thomas B. Bell, einem der frühen Siedler in Texas.

## Geographie
Das County liegt im Südosten von Texas in der Houston–Sugar Land–Baytown Metropolitan Area und hat eine Fläche von 1700 Quadratkilometern, wovon 10 Quadratkilometer Wasserfläche sind. Es grenzt im Uhrzeigersinn an folgende Countys: Waller County, Fort Bend County, Wharton County, Colorado County, Fayette County und Washington County.

## Verkehr
Austin County hat eine sehr gute Verkehrsanbindung. Der State Highway 36 ist die hauptsächliche Nord-Süd-Verbindung, während der State Highway 159, der US Highway 90 und die Interstate 10 in Ost-West-Richtung verlaufen. Weiterhin wird das County durch drei Eisenbahngesellschaften angefahren: der Southern Pacific, der Missouri, Kansas and Texas Railroad und der Atchison, Topeka and Santa Fe Railroad. Im Umkreis von 30 km gibt es zusätzlich 3 regionale Flughäfen.

## Geschichte
Austin County wurde 1836 als Original-County gebildet. Benannt wurde es nach Stephen Fuller Austin, der die angloamerikanische Kolonisierung in Gang brachte, auch bekannt als der Vater von Texas.
Moses Austin, der Vater von Stephen A., erhielt 1821 von der mexikanischen Regierung die Erlaubnis eine Kolonie zu gründen und 300 Familien nach Texas zu bringen. Bevor er seinen Plan in die Tat umsetzen konnte verstarb er an einer Pneumonie und sein Sohn führte das Projekt weiter. Die zu vergebende Landgröße war wie folgt bestimmt: 640 Morgen für das Familienoberhaupt, 320 Morgen für dessen Frau, 160 Morgen für jedes Kind und 80 Morgen für jeden Sklaven. 1831 siedelten die ersten deutschen Auswanderer und bauten 1844 die Hermanns Universität. Die deutsche Siedlung Cat Spring, ehemals Katzenquelle, wurde 1834 gegründet. 1845 wurde eine weitere deutsche Siedlung namens Millheim gegründet und 1850 die Siedlung Neu Ulm, benannt nach dem Herkunftsort der Siedler. Auch der Ort Bleiblerville wurde durch einen Deutschen, dem Händler Robert Bleibler gegründet.
Zu Beginn des 20. Jahrhunderts wurde zusätzlich zur Rinderzucht und Getreideanbau auch Wassermelonen angebaut. 1924 wurden 1.450 Eisenbahnwaggons Melonen in den Norden der USA verkauft. Das erste Erdöl wurde 1915 gefunden und ab 1927 in nennenswerter Menge gefördert.
Sieben Bauwerke und Stätten des Countys sind im National Register of Historic Places (NRHP) eingetragen (Stand 21. September 2018).

## Demografische Daten

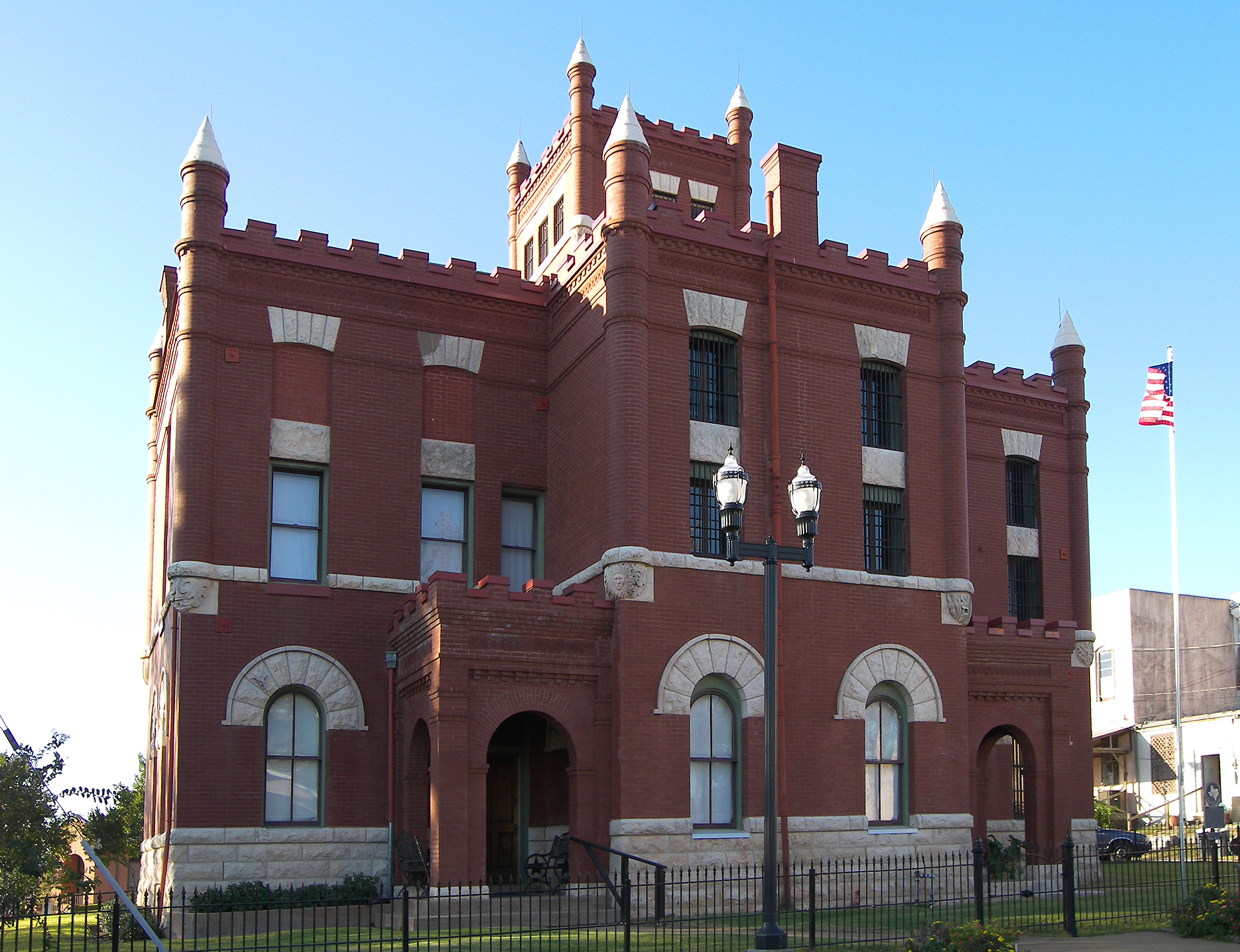
Austin County Jail, Bezirksgefängnis, gelistet im NRHP mit der Nr. 80004074

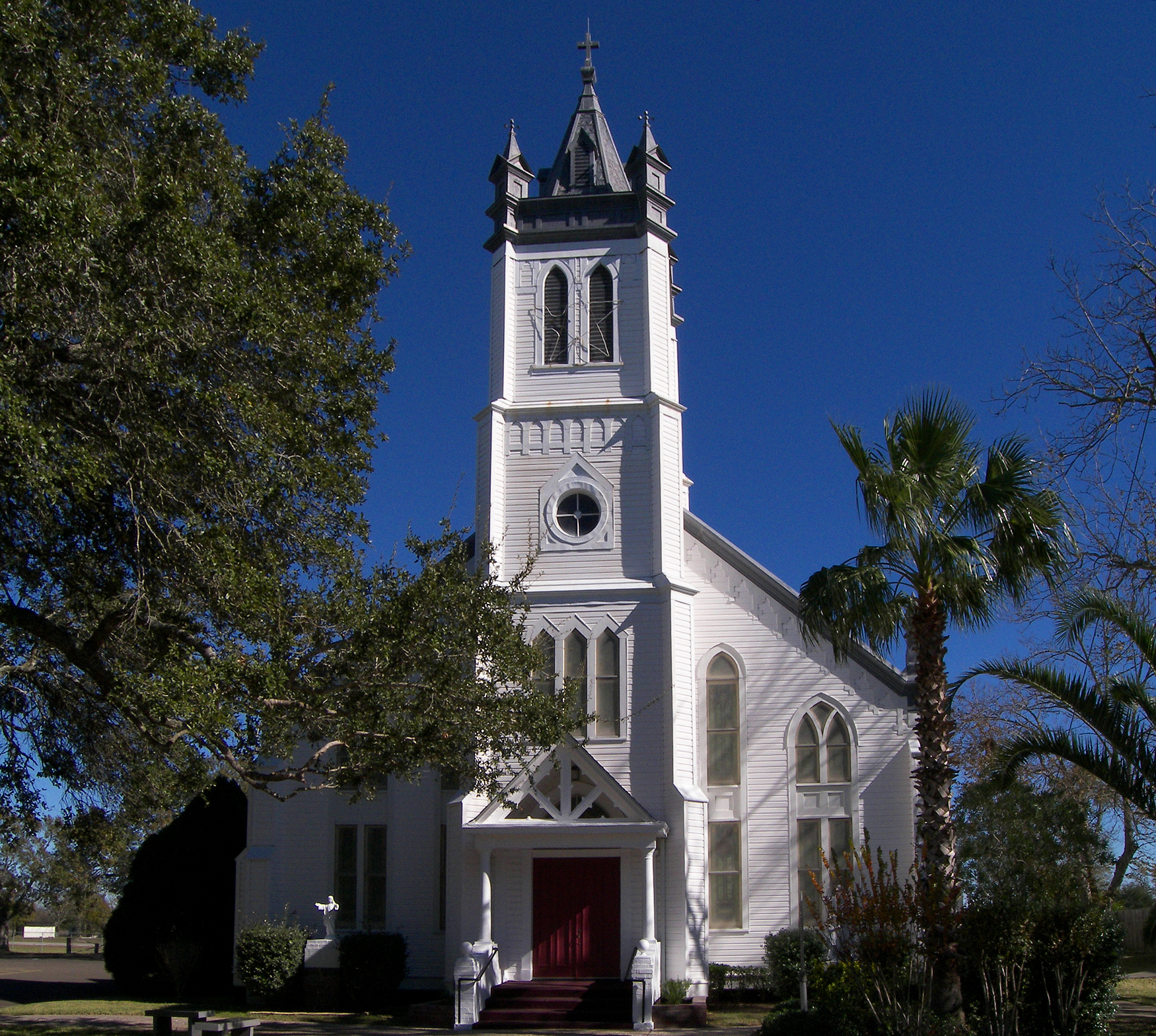
Church of the Guardian Angel, gelistet im NRHP mit der Nr. 83003074

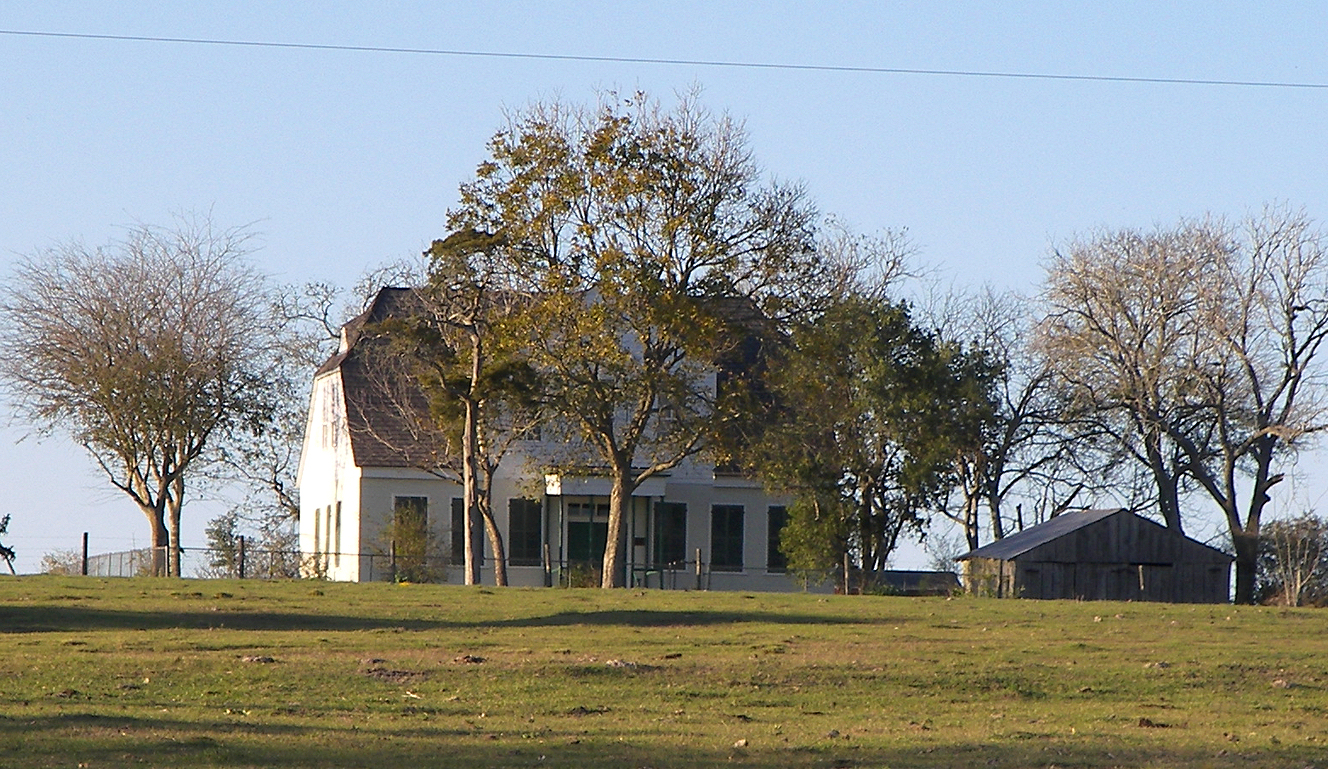
Das Witte-Schmid House, gelistet im NRHP mit der Nr. 97001531

Nach der Volkszählung im Jahr 2000 lebten im Austin County 23.590 Menschen in 8.747 Haushalten und 6.481 Familien. Die Bevölkerungsdichte betrug 14 Einwohner pro Quadratkilometer. Ethnisch betrachtet setzte sich die Bevölkerung zusammen aus 80,22 Prozent Weißen, 10,64 Prozent Afroamerikanern, 0,28 Prozent amerikanischen Ureinwohnern, 0,29 Prozent Asiaten und 6,99 Prozent aus anderen ethnischen Gruppen; 1,58 Prozent stammten von zwei oder mehr Ethnien ab. 16,13 Prozent der Einwohner waren spanischer oder lateinamerikanischer Abstammung.
Von den 8.747 Haushalten hatten 34,7 Prozent Kinder oder Jugendliche, die mit ihnen zusammen lebten. 60,6 Prozent waren verheiratete, zusammenlebende Paare 9,6 Prozent waren allein erziehende Mütter und 25,9 Prozent waren keine Familien. 22,8 Prozent waren Singlehaushalte und in 11,5 Prozent lebten Menschen im Alter von 65 Jahren oder darüber. Die durchschnittliche Haushaltsgröße betrug 2,67 und die durchschnittliche Familiengröße betrug 3,14 Personen.
27,0 Prozent der Bevölkerung war unter 18 Jahre alt, 8,1 Prozent zwischen 18 und 24, 26,4 Prozent zwischen 25 und 44, 23,7 Prozent zwischen 45 und 64 und 14,8 Prozent waren 65 Jahre alt oder älter. Das Medianalter betrug 38 Jahre. Auf 100 weibliche Personen kamen 96,5 männliche Personen und auf 100 Frauen im Alter von 18 Jahren oder darüber kamen 92,9 Männer.
Das jährliche Durchschnittseinkommen eines Haushalts betrug 38.615 USD, das Durchschnittseinkommen einer Familie betrug 46.342 USD. Männer hatten ein Durchschnittseinkommen von 32.455 USD, Frauen 22.142 USD. Das Prokopfeinkommen betrug 18.140 USD. 8,8 Prozent der Familien und 12,1 Prozent der Einwohner lebten unterhalb der Armutsgrenze.

## Orte im County
- Bellview
- Bellville
- Bellvue
- Bernardo
- Bleiblerville
- Buckhorn
- Burleigh
- Cat Spring
- Cochran
- Frydek
- Industry
- Kenney
- Millheim
- Nelsonville
- New Ulm
- Peters
- Raccoon Bend
- San Felipe
- Sealy
- Wallis
- Welcome

## Schutzgebiete und Parks
- Bellville City Park
- City Park
- Harmonie Park
- Historical Marker
- Stephen F Austin State Park